# パン-パン
パン-パン（pan-pan （[ˈpɑːn ˈpɑːn]））とは、船舶や航空機が使う無線電話用語である。

## 概要
パン-パンを三度続けて発信すると、遭難信号（メーデー）を発する一歩手前の準緊急事態に陥ったことを意味する。まだ緊急事態に陥ったわけではないので、乗員の生命や船舶・航空機自体はさしあたって危険に晒されてはいない状況がパン-パンにあたる。これに対してメーデー（遭難信号）の方は乗員の生命や船舶･航空機自体が目下危険に晒されていることを意味する。従ってパン-パンを発信すると、消防・救急や付近を航行中の船舶･航空機に対し、発信者が緊急事態に陥る恐れがあることを知らせるだけだが、メーデーを送信すると、周囲に全ての活動を中断し救援活動の準備に入るよう要請することになる。

## 由来
元はフランス語の panne（故障）に由来する。
後付けで possible assistance needed（可能な限りの救援求む）や pay attention now（今後当機の進展に留意されたい）の略だとされることもある（いわゆるバクロニムの類）。但し元々の panne よりも意味が通りやすく、メーデーとの違いが分かりやすいことから船舶・航空無線の実習においてバクロニムも一緒に覚えさせることが多い。

## 使い方
正式な使い方は「パン-パン、パン-パン、パン-パン」と発信した後に送信先の名称、例えば「周辺の全ての交信局、周辺の全ての交信局、周辺の全ての交信局」や「ヴァンクーバー沿岸警備隊、ヴァンクーバー沿岸警備隊、ヴァンクーバー沿岸警備隊」等の呼びかけを行い、発信者の便名、位置、被害状況、更に必要に応じて救急要員の規模を伝え、操縦方法についての助言を求めたりする。モールス信号ではXを一文字ずつ「X X X」と送るとパン-パンと同じ意味になる。その他、メーデーを中継する際にパン-パンを使うこともできる。具体的には、メーデーの発信者が目的の交信局から遠く、付近を飛行する航空機などにメーデーの中継を依頼する場合があり、中継を依頼された航空機が目的の交信局に対し、自機はメーデーを発信していないが、メーデーの中継をしているという意味で、始めにパン-パンを発してから中継内容を伝えることがある。ちなみにVHF帯を使った交信ではよく使われる手段である。

### 航空機の例
機内で火災が発生したため緊急着陸を要請したスイス航空111便がパン-パンを発信したことがある。またアビアンカ航空52便の事故の初期段階でも目下燃料が不足してきているが、緊急事態にまでは至っていなかったのでパン-パンが発された。カンタス航空74便の事故ではサンフランシスコを離陸直後に第四エンジンが不調に陥った際に「パン、パン、パン」と発信している。カンタス航空72便も不意に数百フィートほど機体が落下した際にパン-パンを発した。この事故で乗員・乗客の中に重軽傷を負った者もいた。シンガポール発シドニー行きのカンタス航空32便も離陸直後に四機あるエンジンのうち一つが停止した際にパン-パンを発した。アブロ バルカンXH558便も2011年8月29日にダンスフォールドの航空・自動車ショーへ向かうため離陸した直後に油圧系統の不調を訴えパン-パンを発信した。最終的に当機はRAFコニングスビーに着陸した。当空港の滑走路が長かったことと、向かい風だったためブレーキをそれほど使わず、ブレーキ用パラシュートで停止することができた。

## 急患
特殊な例として、機内に急病人がいる場合にもパン-パンを送信することができる。この場合は通常通りのパン-パンを発信した後、医療上の助言が必要である旨を伝え、便名、位置、乗員ないし乗客の病状を伝える。機長が、患者の病状が命に係わる程ではないと判断した場合にパン-パンを使う。
古いマニュアルなどでは医療用には「パン-パン、メディコ（Pan-pan Medico）」を使うとしているが、現在ではこの使い方は正式には認められていない。
陸上ないし付近を航行中の医者に連絡がついた場合には、更に患者の病状、経過、慢性疾患の有無等を伝える。その後医者から船内・機上で可能な限りの応急措置を案内される。機長の判断よりも病状が重いことが判明した場合にはメーデーに切り替えられ、可及的速やかに医療関係者の処置を受けることになる。